# 中国灯笼结构

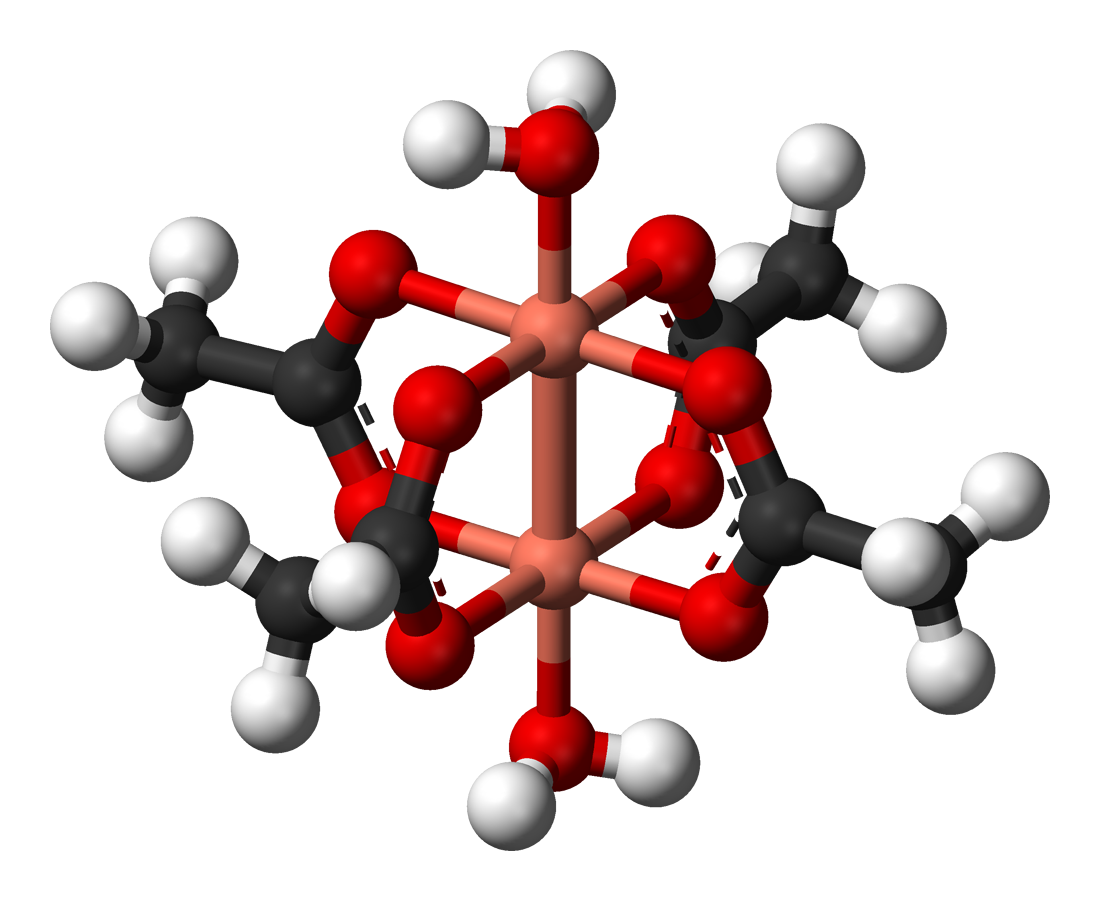
二水合乙酸铜采用的中国灯笼结构

在化学中，中国灯笼结构（英語：Chinese lantern structure）是指一种四个二齿配體桥连两个金属原子的配合物。一个典型的例子是二水合乙酸铜。这个名称来源于这类配合物结构的球棍模型类似于中国灯笼。

## 扩展阅读
- Talismanova, M. O.; Sidorov, A. A.; Aleksandrov, G. G.; Oprunenko, Yu. F.; Eremenko, I. L.; Moiseev, I. I. . Russian Chemical Bulletin. 2004, 53 (7): 1507. doi:10.1023/B:RUCB.0000046248.72380.79.